# Lijst van burgemeesters van Delden
Dit is een lijst van burgemeesters van de voormalige Nederlandse gemeente Delden vanaf de vorming in 1811 totdat deze gemeente op 1 juli 1818 opgeheven werd. Het grondgebied werd gesplitst en toegewezen aan dat van de nieuw ingestelde gemeenten Ambt Delden en Stad Delden.

## Burgemeester van de gemeente Delden
| Ambtsperiode | Naam burgemeester   | Bijzonderheden                                 |
| ------------ | ------------------- | ---------------------------------------------- |
| 1811-1812    | Nicolaas Gouzij     | maire                                          |
| 1812-1818    | Hendrik Jan Averink | bleef burgemeester van de gemeente Stad Delden |